# Siyang fang zun

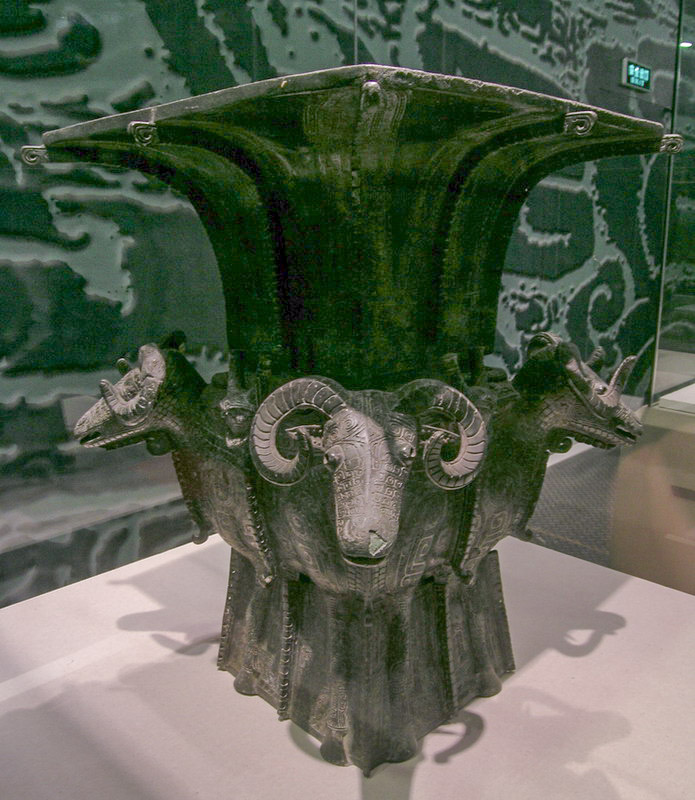
Siyang fang zun w Muzeum Narodowym w Pekinie

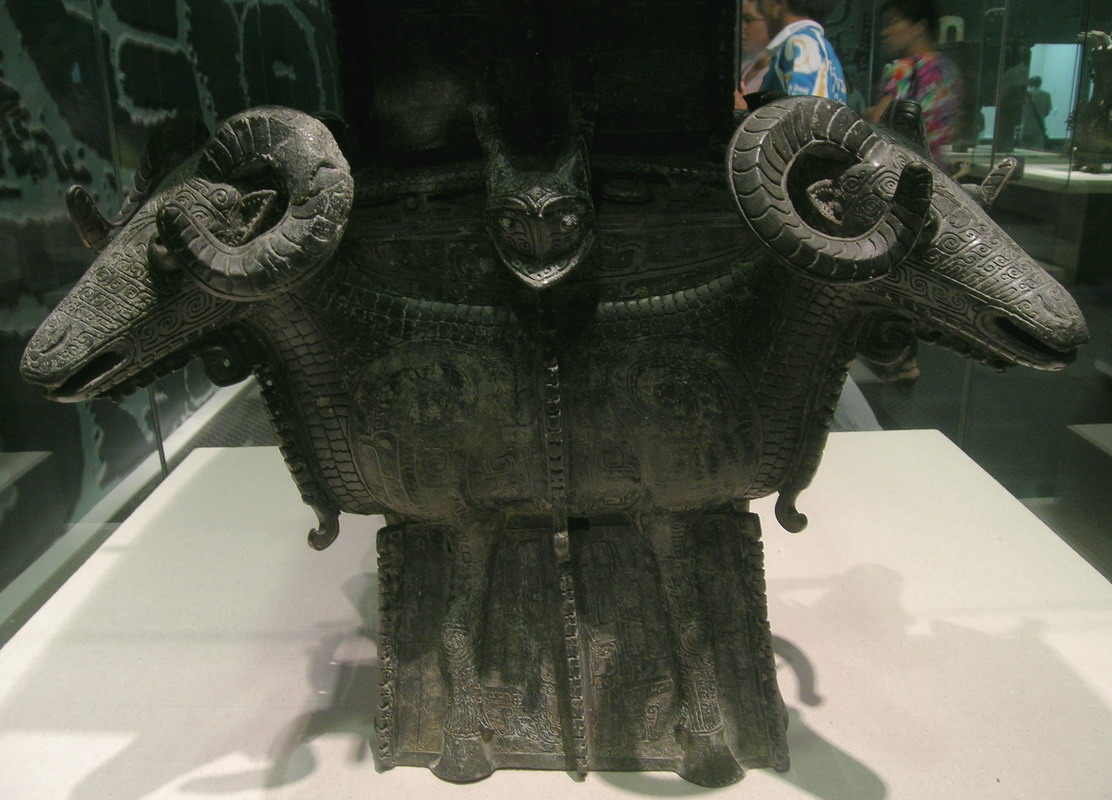
Powiększenie głównych ozdób dzbana

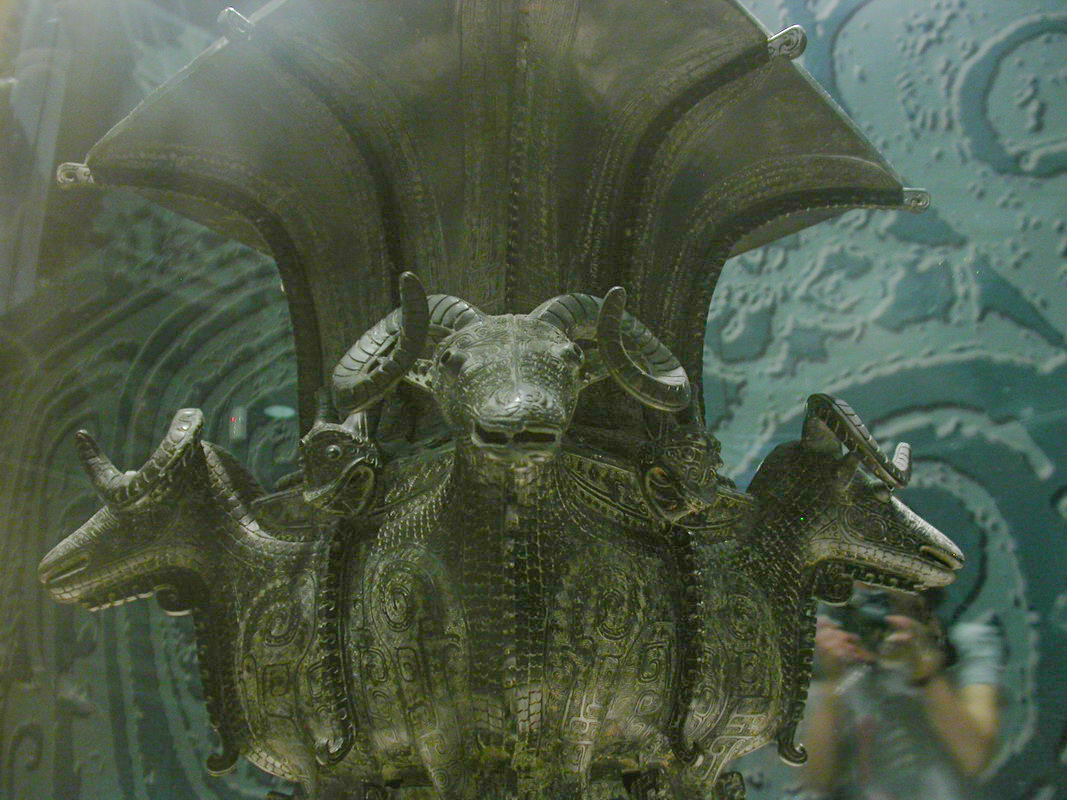
Widok na róg naczynia

Siyang fang zun (chiń. upr. 四羊方尊; pinyin Sì Yáng Fāng Zūn), dosłownie: „kwadratowy zun z czterema baranami” – starożytne chińskie naczynie rytualne typu zun o kwadratowej (fang) formie, odlane w czasach późnej dynastii Shang. Wyróżnia się wysoce technologicznie trudną i kunsztowną zoomorficzną ornamentyką, której podstawowym elementem są cztery baranie głowy umieszczone na rogach naczynia. Znajduje się w Chińskim Muzeum Narodowym w Pekinie
Naczynie zostało odlane w końcowej fazie dynastii Shang, między 1300 a 1050 r. p.n.e. Wiosną 1938 zostało odnalezione przez chłopów poszukujących skarbów niedaleko wioski Yueshanpu, Huangcai, w powiecie Ningxiang, w prowincji Hunan.
Zun jest wysoki na 58,3 cm, a jego bardzo szeroko rozkielichowany wylot ma 52,4 cm szerokości; waży 34,5 kg. Wyjściową formą był typowy dla późnej ery Shang kwadratowy dzban zun, zdobiony motywami zwierzęcymi; przykłady są znane np. ze znalezisk z grobowca Fu Hao. Pracujący na południowym skraju zasięgu kultury Shang artysta porzucił zrównoważoną formę wyjściową, tworząc obiekt dziwaczny, ale błyskotliwy, będący zarazem popisem artystycznej wyobraźni, jak i niebywałego kunsztu odlewniczego.
Podstawowym zdobieniem jest osiem postaci zwierzęcych umiejscowionych między brzuścem dzbana, a górną kielichowatą częścią. Na każdej ściance znajduje się głowa mitycznego stworzenia (smoka?), której wężowate ciało wije się w obie strony, łącząc z płynnie z postacią na kolejnej ścianie i tworząc w ten sposób ciągły ornament. Na rogach naczynia artysta umieścił duże baranie głowy, przekształcając równocześnie całą dolną część dzbana tak, by składała się ona z czterech połączonych tułowi, z nogami stanowiącymi równocześnie podstawę naczynia
Kunszt tego – co istotne, prowincjonalnego – rzeźbiarza przejawił się w doskonałej syntezie realistycznego wyobrażenia zwierząt z konwencjonalnymi dekoracjami sztuki shangowskiej. Typowe dla niej wycinane płaszczyzny umieszczane na krawędziach naczyń służą równocześnie jako bródki baranich łbów. Górna część tych płaszczyzn (ponad głowami baranów) jest dość typowa, aczkolwiek bardzo starannie wycinana; jedynym odstępstwem od tego geometrycznego wzoru jest umieszczenie wśród wycięć maleńkiej, opatrzonej wszakże dzióbkiem i oczkiem, sylwetki patrzącej w dół kaczki (nawiązuje to do ornamentyki naczyń z południa Chin, które często stosowały ptasie motywy na takich krawędziach). W dolnej części, typowe dla shangowskiej ornamentyki „pierzaste” wzory służą jako wyobrażenie futerka na baranich nogach – równocześnie, kopyta mają realistycznie zaznaczone wcięcie. Elementy konwencjonalne, jak pokrywający całe naczynia delikatny relief geometryczny, mieszają się z nowatorskimi – jak przedstawienia wysokich, czubatych ptaków zdobiących baranie barki.
Naczynie reprezentuje niesłychanie wysoki poziom sztuki odlewniczej. Zostało wyprodukowane z użyciem typowej dla wczesnochińskiego odlewnictwa metody wieloczęściowej formy, która umożliwiała nie tylko tworzenie dużych, ale także bardzo plastycznych odlewów. Niewielkie, przestrzenne elementy można było wykonać osobno i następnie zamontować w głównej formie, przed odlewem głównego korpusu. W tym przypadku cztery głowy smocze, uszy i rogi baranów zostały wcześniej sporządzone (łącznie 20 drobnych elementów). Po ich umieszczeniu w formie, reszta naczynia, z całą jej złożoną ornamentyką, została wykonana za jednym odlewem. Dowodzą tego widoczne na baranich pyskach ślady łączenia części formy odlewniczej. Relief, z wyjątkiem jednego czy dwóch miejsc, nie wymagał żadnych poprawek, i wszędzie jest jednolicie wyraźny i ostro odlany. Na naczyniu powstała jednolita, ciemna patyna.